# Васил Джелебов
Васил Петров Джелебов е български офицер, бригаден генерал.

## Биография
Роден е на 9 септември 1950 г. в Малко Търново. През 1971 г. завършва Висшето военно артилерийско училище в Шумен, а през 1980 г. и Военната академия в София. Бил е командир на 24 зенитна батарея към двадесет и четвърта танкова бригада. През 1995 г. завършва Командно-щабния факултет на Военната академия. Членува в Българската социалистическа партия и е част от общинския съвет на партията в Бургас. На 1 септември 1997 г. е назначен за началник на факултет „Генералщабен“ и заместник-началник Военна академия „Г. С. Раковски“. На 24 август 1998 г. е освободен от длъжността началник на факултет „Генерал-щабен“ и заместник-началник на Военната академия „Г. С. Раковски“ и назначен за заместник-началник на Военната академия „Г. С. Раковски“ и началник на факултет „Генерал-щабен“ в академията, считано от 1 септември 1998 г. На 16 февруари 2000 г. е освободен от длъжността заместник-началник на Военната академия „Г. С. Раковски“ и началник на факултет „Генералщабен“.
На 4 септември 2002 г. е назначен за заместник-началник на Военната академия и удостоен с висше военно звание бригаден генерал. На 3 май 2004 г. е освободен от длъжността заместник-началник на Военна академия „Г. С. Раковски“.

## Военни звания
- Лейтенант (1971)
- Полковник (1992)
- Бригаден генерал (4 септември 2002)